# Stephan Luca
Stephan Luca est un acteur allemand, né le 3 juillet 1974 à Stuttgart.

## Filmographie

### Cinéma
- 1998 : Die Häupter meiner Lieben (de) de Hans-Günther Bücking : Don (en tant que Stephan Hornung)
- 2002 : Ils ont eu Knut de Stefan Krohmer : Rolf (en tant que Stephan Hornung)
- 2007 : Keinohrhasen de Til Schweiger : le médecin
- 2009 : Men in the City (en) (Männerherzen) de Simon Verhoeven (en) : Ultimo Mann
- 2011 : Resturlaub (de) de Gregor Schnitzler (en) : Arne
- 2011 : Kein Sex ist auch keine Lösung (de) de Torsten Wacker (de) : Tom Moreno
- 2012 : Heiter bis wolkig (en) de Marco Petry (de): Thomas
- 2022 : Old people (it) de Andy Fetscher (en) : Lukas

### Télévision
- 2000 : Liebesengel
- 2002 : Love Crash
- 2002 : Held der Gladiatoren (de)
- 2003 : Rosamunde Pilcher – Liebe im Spiel
- 2005 : Geile Zeiten
- 2005 : La Belle et le pirate de Miguel Alexandre : Simon von Wallenrod
- 2005 : Der Bergpfarrer – Liebe und andere Überraschungen
- 2005 : Ums Paradies betrogen
- 2006 : Au cœur de la tempête de Jorgo Papavassiliou : Herbert Müller
- 2006 : Sex and More (série) : Lennart Fuchs
- 2006 : Ciel, je me marie (Im Namen der Braut)
- 2007 : Das Inferno – Flammen über Berlin de Rainer Matsutani : Tom
- 2007 : Die Lawine
- 2007 : Der Mann im Heuhaufen (de) de Dagmar Damek : Hugo Dernhoff
- 2007 : Inga Lindström – Die Pferde von Katarinaberg
- 2007 : Wenn Liebe doch so einfach wär’ (de)
- 2007 : Bella Vita
- 2007 : Vier Tage Toskana
- 2007 : Hochzeitswalzer
- 2007 : Die Rosenheim-Cops
- 2008 : L'Amour taille XXL (Gefühlte XXS – Vollschlank & frisch verliebt)
- 2008 : Vier Tage Toskana
- 2008 : L'Île des abeilles tueuses (téléfilm) de Michaël Karen : Ben
- 2009 : Krupp – Eine deutsche Familie (de)
- 2009 : Nichts als Ärger mit den Männern (de)
- 2009 : Les Frontières du passé (Mörder kennen keine Grenzen)
- 2009 : Liebe verlernt man nicht
- 2009 : Facteur 8 : Alerte en plein ciel (téléfilm) de Rainer Matsutani : Peter Keller
- 2010 : Le Fantôme de mes rêves (téléfilm) d'Ulli Baumann : Tom Harder
- 2010 : Une mariée en cavale (Im Brautkleid durch Afrika)
- 2010 : London, Liebe, Taubenschlag
- 2010 : Liebe ist nur ein Wort
- 2010 : Call-girl Undercover (téléfilm) d'Ulli Baumann : Conrad Maschner
- 2011 : Le Secret de l'Arche (téléfilm) de Tobi Baumann : Robert Kästner
- 2011 : Die Route
- 2011 : La Tentation d'aimer (téléfilm) de Sophie Allet-Coche : Père Gabriel
- 2011 : Kein Sex ist auch keine Lösung (de)
- 2011 : Idylle en eaux troubles (téléfilm) de Thorsten Näter : Robert Elbing
- 2011 : Die fremde Familie
- 2012 : Wolff, police criminelle (série) : Commissaire Marck
- 2012 : Manche mögen’s glücklich (de)
- 2012 : Vom Traum zum Terror – München 72
- 2012 : Nouvelle vie en Malaisie (Wiedersehen in Malaysia)
- 2013 : Mini Macho (téléfilm) de Sebastian Vigg :  Alex Kaiser
- 2013 : Mord nach Zahlen (de)